# Meteorologiåret 1878

## Händelser

### Januari
- 4 januari
  - 40 centimeter snö faller över Montréal och Winnipeg i Kanada medan temperaturen sjunker till - 21°C [1].
  - I New York i USA faller den första snön för vintersäsongen mycket sent [2].

### Mars
- 11 mars – Isen har redan smält bort från Minnetonkasjön i USA efter en av de varmaste lokala vintrarna som uppmätts [3].

### September
- 8 september - Regn faller över Hamilton i Ontario, Kanada samt närliggande områden under 70 timmar. Vägar översvämmas och i närliggande Grimsby översvämmas järnvägsspåren. Vid Port Credit utanför Toronto översvämmar vattnet telegrafstolparna [1].

### December
- December - I Bergen i Norge uppmäts lokalt rekordkalla dygnsmedeltemperaturen -3,8 ˚C [4].

### Okänt datum
- I Sverige inleds mätserien för längsta sammanhängande period med minusgrader vid  Delsbo-Bjuråker [5].
- I Sverige inleds temperaturmätningar i Kalmar [6].
- I Sverige inleds temperaturmätningar i Karesuando [7].
- Den svenska dagstidningen Aftonbladet börjar publicera daglig väderkarta och bulletin [8].

## Födda
- 20 juni – George Ainsworth, australisk meteorolog.
- 2 september – George Simpson, brittisk meteorolog.

### Fotnoter
1. 1 2  ”Dan, Dan the Weatherman's Canadian Weather Trivia Page”. Arkiverad från originalet den 9 september 2013. https://web.archive.org/web/20130909001246/http://www.dandantheweatherman.com/cantriv.html. Läst 23 februari 2011.
2. ↑  Aftonbladet 10 januari 2007 - Rekordsen vinter i New York
3. ↑  ”Arkiverade kopian”. Arkiverad från originalet den 11 juni 2014. https://web.archive.org/web/20140611100013/http://climate.umn.edu/pdf/day_in_weather_history/march_wx_history.pdf. Läst 26 januari 2015.
4. ↑  MET
5. ↑  SMHI
6. ↑  SMHI Arkiverad 27 mars 2011 hämtat från the Wayback Machine.
7. ↑  SMHI
8. ↑  John Pohlmans blogg 20 november 2009 - SMHA-SMHI